# Liste des Justes du Val-d'Oise
La Liste des justes du Val-d'Oise répertorie les noms de dix-neuf personnes reconnues Justes parmi les nations selon le répertoire officiel des justes de France établi par le Mémorial de Yad Vashem, pour avoir sauvé des juifs pendant la Seconde Guerre mondiale au péril de leur vie.

## Justes du Val-d'Oise
- Lucien Anne et son épouse Albertine Anne, née Vivegnis, habitants d’Argenteuil, ont été déclarés Justes parmi les nations en 2010, dossier 11889, pour avoir caché dans leur foyer des Juifs menacés de déportation[2].

- Justinien Blazy, comptable, nommé en 1940 directeur de l’hôpital de La Roche-Guyon, a caché dans l’hôpital même, de 1942 à 1944, plusieurs enfants juifs, dont Gaston Schienkinski et J. Ryng, et falsifié les documents de leur dossier médical pour éviter le renvoi dans leur foyer. Acculé par l’administration de l’Assistance publique, il s’est efforcé de placer les enfants menacés chez des paysans de la région. Il a été déclaré Juste parmi les nations en 2004, dossier no 10130[3].

- Robert Borgeon et son épouse Marie Borgeon, née Victor, habitants de Franconville, ont été déclarés Justes parmi les nations en 2009, dossier 11555, pour avoir caché dans leur foyer une fillette juive, Madeleine Golebiowski[4].

- Adrien Bras et Marie-Louise Bras d'Argenteuil qui sauvèrent Albert Oler. Reconnus Justes parmi les nations le 24 juin 2013.

- Antoine Corriger, curé de Chaumontel, a été déclaré Juste parmi les nations en 2010, dossier no 11893, pour avoir caché, pendant quatre ans, quinze Juifs appartenant à la famille Picovschi, dont neuf enfants, dans le sous-sol du foyer paroissial[5]. Un hommage lui a été rendu à Chaumontel par les autorités civiles et religieuses[6],[7]. Une place honore sa mémoire dans sa commune natale, Sarraltroff (Moselle)[8].

- Yvonne Deltour, habitante d’Enghien-les-Bains, directrice de la colonie de vacances "Au peuplier", a été déclarée Juste parmi les nations en 1977, dossier no 1239[9], pour avoir caché des enfants juifs dans cette colonie de vacances et ainsi avoir sauvé 31 enfants. Une stèle édifiée en 2018 à l'emplacement de l'ancienne colonie de vacances commémore son action[10],[11]

- Anna Gotti et Salvador Gotti d'Argenteuil qui sauvèrent Magnia Zederman née Rosenberg. Reconnus Justes parmi les nations, le 23 janvier 1991 par le Mémorial de Yad Vashem.

- Roger Hannebert et Simone Hannebert de Nesles-la-Vallée sauvèrent M. et Mme Goldman et Madeleine Goldman, leur fille âgée de cinq ans. Reconnus Justes parmi les nations en 1997 - Dossier no 7 632.

- Arthur et Cécile Magnier, habitants d’Argenteuil, ont été déclarés Justes parmi les nations en 2008, dossier 11422, pour avoir hébergé et protégé de 1942 à 1945 deux fillettes juives d’origine polonaise, qui avaient été, avec leur mère, soustraites à la rafle du Vel d’Hiv et dont le père a été déporté à Auschwitz et tué. Ils ont reçu à titre posthume la médaille des Justes, remise à leurs ayants droit par Paul Ejchenrand et Viviane Lumbroso, délégués de Yad Vashem, à l’école d’Orgemont d’Argenteuil, en présence du maire Philippe Doucet[12].

- Joseph et Henriette Owczarek de Mareil-en-France reconnus Justes parmi les nations le 5 janvier 1971 - Dossier no 575 pour avoir hébergée Clara Baumender, âgée de 5 ans avant et après l'arrestation de ses parents. Il hébergèrent également un autre enfant juif prénommé Jacques.

- André et Simone Romanet, originaires du Beaujolais puis habitants de Goussainville, ont reçu en 1997 le titre de Justes parmi les nations, pour avoir caché chez eux plusieurs enfants juifs et avoir organisé le placement d'autres enfants dans les fermes environnantes en 1944, alors qu'ils étaient instituteurs à Salles-en-Beaujolais. En 1954, Simone est nommée institutrice à Epiais-lès-Louvres et les Romanet s’installent définitivement à Goussainville où ils continuent de se dévouer à la jeunesse. La ville de Goussainville leur a rendu hommage en donnant le nom d'André Romanet, mort en 1998, à une maison de jeunes [13].